# Fred Grinham
Frederick "Fred" Grinham (22 de novembro de 1881 — 19 de março de 1972) foi um ciclista olímpico estadunidense nascido no Reino Unido. Representou os Estados Unidos em três eventos nos Jogos Olímpicos de Verão de 1904.